# Distichoselinum tenuifolium
Distichoselinum tenuifolium là một loài thực vật có hoa trong họ Hoa tán. Loài này được (Lag.) F.García Mart. & Silvestre mô tả khoa học đầu tiên năm 1983.